# مستشفى الملك فيصل التخصصي (المدينة المنورة)
مستشفى الملك فيصل التخصصي في المدينة المنورة هو مؤسسة صحية حكومية وأحد الفروع الثلاثة لمستشفى الملك فيصل التخصصي ومركز الأبحاث. أنشئ المستشفى بناء على توجيه خادم الحرمين الشريفين الملك سلمان بن عبد العزيز في 26 سبتمبر 2021 بتحويل مشروع مستشفى الميقات الجديد في المدينة المنورة إلى مستشفى تخصصي، وضمه تحت مؤسسة مستشفى الملك فيصل التخصصي.
في 21 ديسمبر 2021 صدر أمر ملكي يقضي بتحويل المؤسسة العامة لمستشفى الملك فيصل التخصصي ومركز الأبحاث إلى مؤسسة مستقلة ذات طبيعة خاصة غير هادفة للربح ومملوكة للحكومة، باسم (مستشفى الملك فيصل التخصصي ومركز الأبحاث).